# Argumento do buraco
Na relatividade geral, o argumento do buraco é um aparente paradoxo que perturbou Albert Einstein ao desenvolver suas equações de campo. Em seu argumento, o que Einstein queria mostrar é que, em toda teoria de campo anterior, há uma espécie de indeterminismo, no sentido de uma violação do princípio de Mach. Depois de mais de dois anos de trabalho intensivo, Einstein percebeu que o argumento do buraco estava equivocado e abandonou a teoria em novembro de 1915.

## Argumento
Para um típico campo clássico, saber a origem do campo e as condições de contorno, determina o campo em todos os lugares. Por exemplo, se tivermos a densidade de corrente e carga e condições de contorno apropriadas, as equações de Maxwell determinam os campos elétrico e magnético. Eles não determinam o potencial vetor, porque o potencial vetor depende de uma escolha arbitrária do calibre. Einstein observou que, se as equações de campo da relatividade geral  são totalmente covariantes, então a métrica não pode ser determinada unicamente por suas fontes como uma função das coordenadas do espaço-tempo.
O argumento é óbvio se considerarmos uma fonte gravitacional, como o sol, por exemplo. Desta forma há algum campo gravitacional descrito por uma métrica g (r). Agora execute uma transformação de coordenadas r{\displaystyle \to } r' onde r' é o mesmo r para pontos que estão dentro do sol, mas r' é diferente de r fora do sol. A descrição coordenada do interior do sol não é afetada pela transformação, mas a forma funcional da métrica g', para os novos valores de coordenadas fora do sol, é alterada.  Devido à covariância geral das equações de campo, esta métrica transformada g' é também uma solução no sistema de coordenadas não transformadas.
Isso significa que uma fonte, o sol, pode ser a fonte de muitas métricas aparentemente diferentes. A resolução é imediata: quaisquer dois campos que só diferem por tal transformação de "buraco" são fisicamente equivalentes, assim como dois vetor potenciais diferentes que diferem por uma transformação de calibre são fisicamente equivalentes. Então, todas essas soluções matematicamente distintas não são fisicamente distinguíveis - elas representam uma e mesma solução física das equações de campo.
Existem muitas variações desse aparente paradoxo. Em uma versão, é considerada uma superfície do valor inicial com alguns dados e localiza a métrica como uma função do tempo. Em seguida, é executada uma transformação de coordenadas que move pontos ao redor da superfície de valor inicial no futuro, mas que não afeta a superfície inicial ou quaisquer pontos no infinito. Então pode-se concluir que as equações de campo geralmente covariantes não determinam o futuro unicamente, uma vez que esta nova coordenada transformada é uma solução igualmente válida das mesmas equações de campo no sistema de coordenadas original. Portanto, o problema do valor inicial não tem solução única na relatividade geral.  Isso também é verdade na eletrodinâmica; uma vez que se pode fazer uma transformação de gauge que só afetará o potencial do vetor amanhã. A resolução em ambos os casos é usar condições extras para fixar um instrumento de medição.